# Пепило
Хосе Гарсия Кастро (на испански: José García Castro) (10 юли 1934 – 10 май 2003) е бивш испански футболист и играч на Реал Мадрид, известен още като Пепило II, да не се бърка с другия Пепило (Хосе Диас Паян) играл за „Севиля“.. Носител на Купата на европейските шампиони през 1957/58ref>Pepillo » Champions League 1957/1958, sur mondefootball.fr</ref>.

## Биография
Пепило запомва кариерата си в академията на Севиля, като прави дебютяа си за клуба през 1954 година. През 1959 пристига в „Реал Мадрид“ като резерва на Алфредо ди Стефано. Дебютира с гол срещу „Бетис“, а после вкарва цели пет в най-изразителния мач в Ла Лига срещу „Елче“ за 11:2. Още в първият си сезон вкарва 17 гола в 14 мача, но въпреки всичко си остава играч-заместител. Вкарва 28 гола в 30 мача за Реал във всички турнири. 
За една година е треньор на Мелиля.

## Успехи
Севиля
- Ла Лига:
- Вицешампион (1): 1956/57
- Копа Генералисимо:
  -  Финалист (1): 1955
- Трофей Рамон де Каранса:
  -  Носител (3): 1955, 1956, 1957
- Трофей Тереса Ерера:
  -  Носител (1): 1954

Реал (Мадрид)
- Ла Лига:
  -  Шампион (1): 1961/62
- Копа дел Рей:
  -  Носител (1): 1961/62
- Купа на Европейските Шампиони:
  -  Шампион (1): 1959/60
- Междуконтинентална купа:
  -  Носител (1): 1960